# Vianden
Vianden (lb. Veianen) − miasto i gmina (gemeng / commune / Gemeinde) w północno-wschodnim Luksemburgu, siedziba administracyjna kantonu Vianden. Do 3 października 2015 miasto leżało w dystrykcie Diekirch. Siedziba administracyjna gminy znajduje się w miejscowości Vianden. Liczy 2203 mieszkańców (1 stycznia 2023). Leży nad rzeką Our, przy granicy z Niemcami. Pod względem powierzchni jest jedną z najmniejszych gmin Luksemburga.

## Podział administracyjny
Do gminy należą trzy miejscowości, w tym jeden (Uertschaft) oraz dwa lieu-dit: 
1. Niederwiltz (Niklosbierg), lieu-dit
2. Scheuerhof (Scheierhaff), lieu-dit
3. Vianden (Veianen)

## Zabytki
Do najważniejszych zabytków miasta zalicza się położony na zalesionym wzgórzu zamek, należący niegdyś do książąt Luksemburskich, a w 1977 roku przejęty przez państwo i po odbudowie udostępniony zwiedzającym.
W samym mieście znajduje się ponadto XIII-wieczny kościół pw. Trójcy Świętej (Trinitarierkierch) z misternymi krużgankami.
W mieście działają też muzea:
- Musée littéraire Victor-Hugo – poświęcone jest pisarzowi Victorowi Hugo, który często bywał, a przez pewien czas, w 1871 roku, również mieszkał we Vianden. Muzeum to mieści się w domu, zajmowanym dawniej przez pisarza
- Poppen- a Spillsaachemusée – poświęcone jest miejscowej sztuce ludowej
- Musée vun der Stad Veianen – muzeum miasta Vianden
- Musée vun der Karikatur a vum Cartoon – muzeum karykatury i bajki

## Współpraca
Miejscowości partnerskie:
- Compiègne, Francja[1]
- Huy, Belgia[2]
- Ribeira de Pena, Portugalia

## Galeria

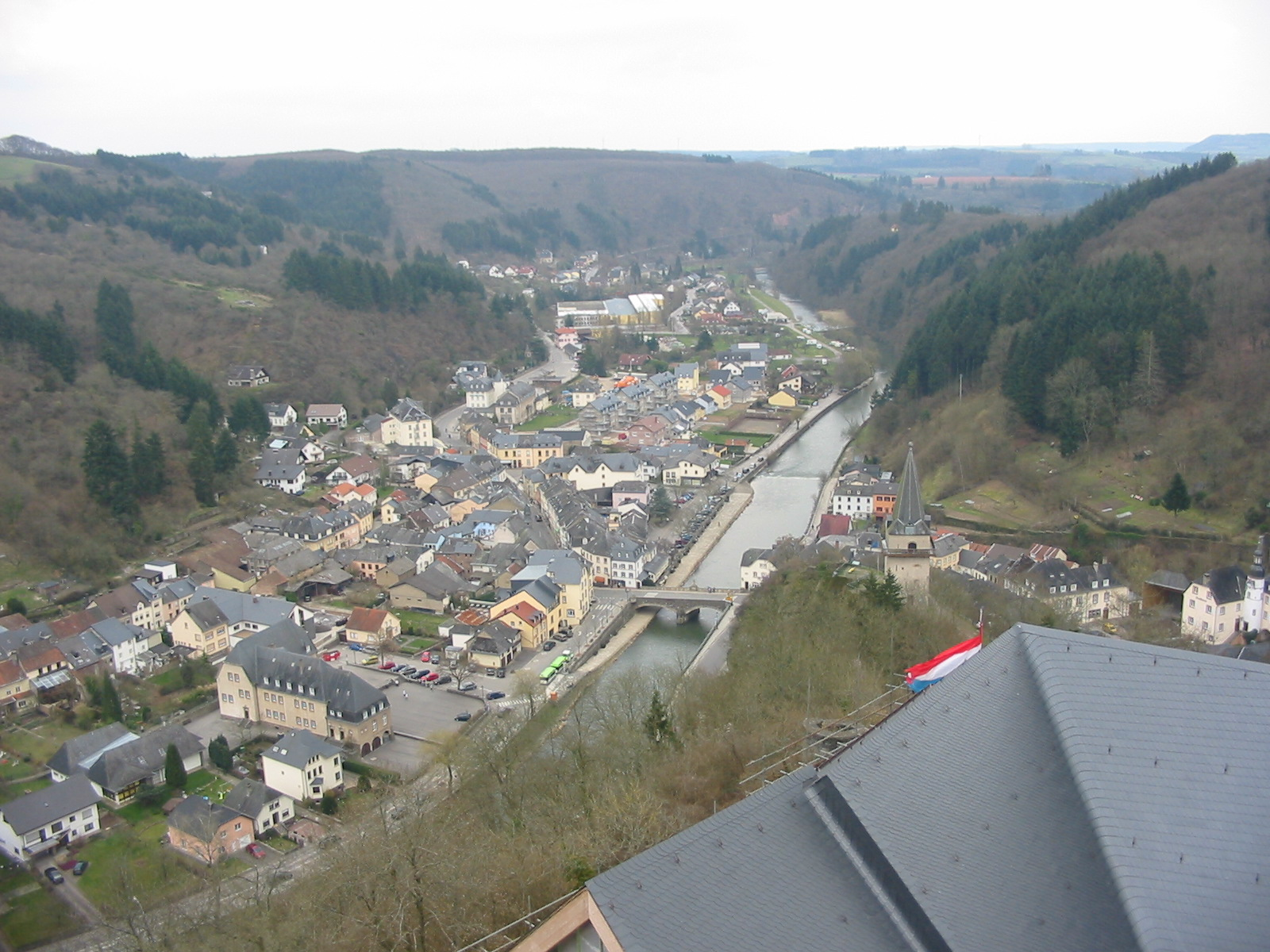
Vianden, widok z zamku
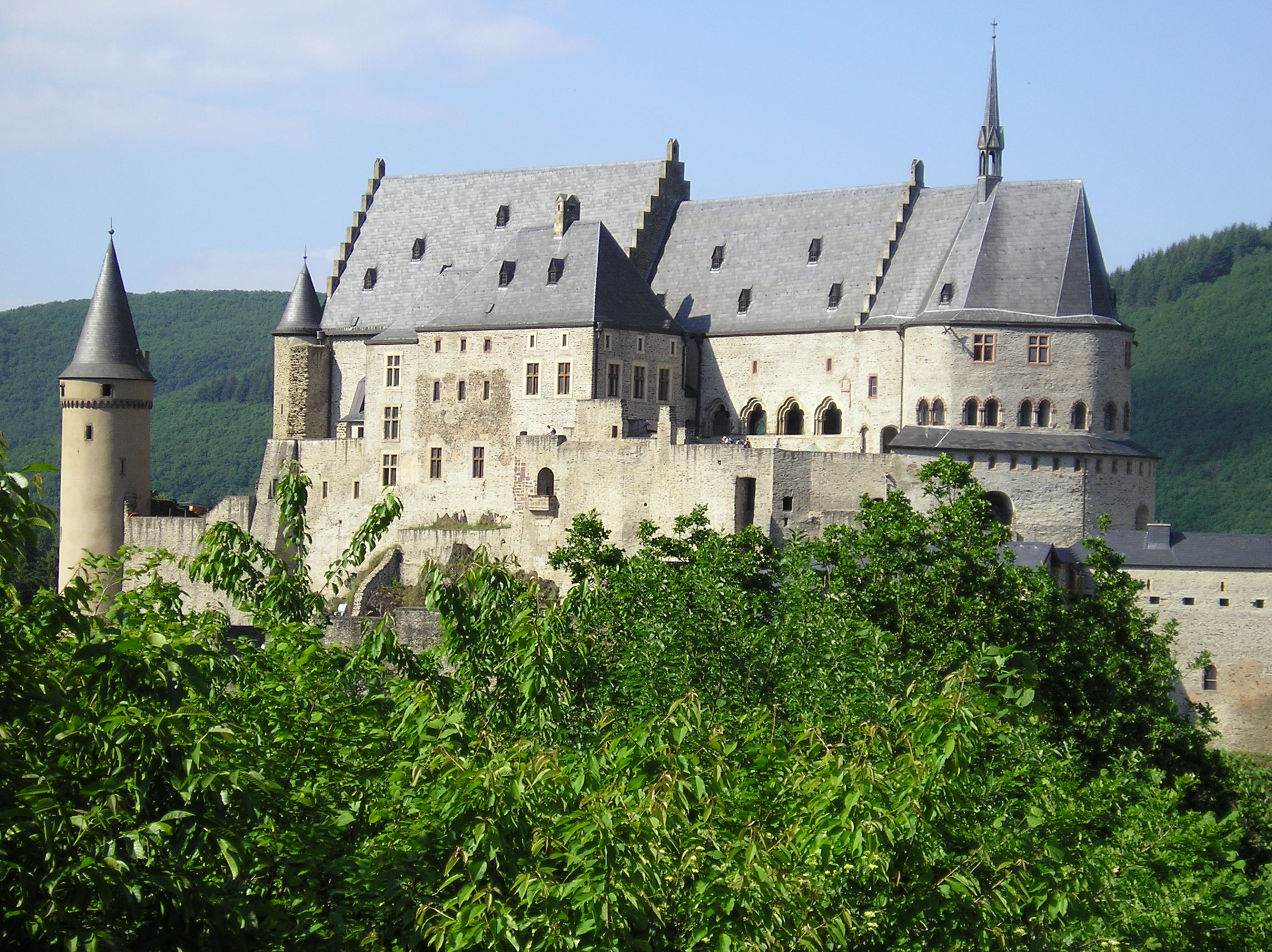
Zamek Vianden
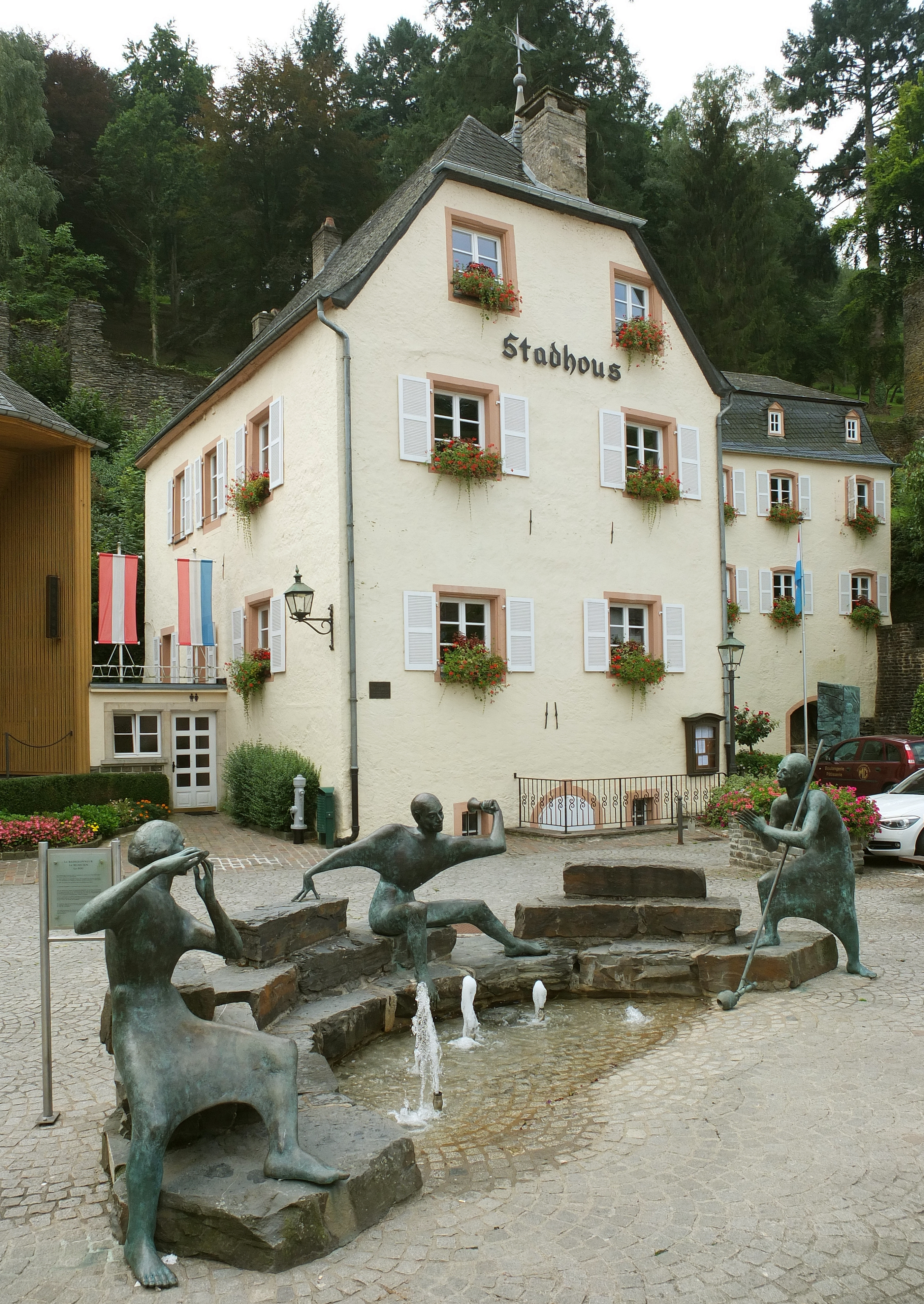
Ratusz
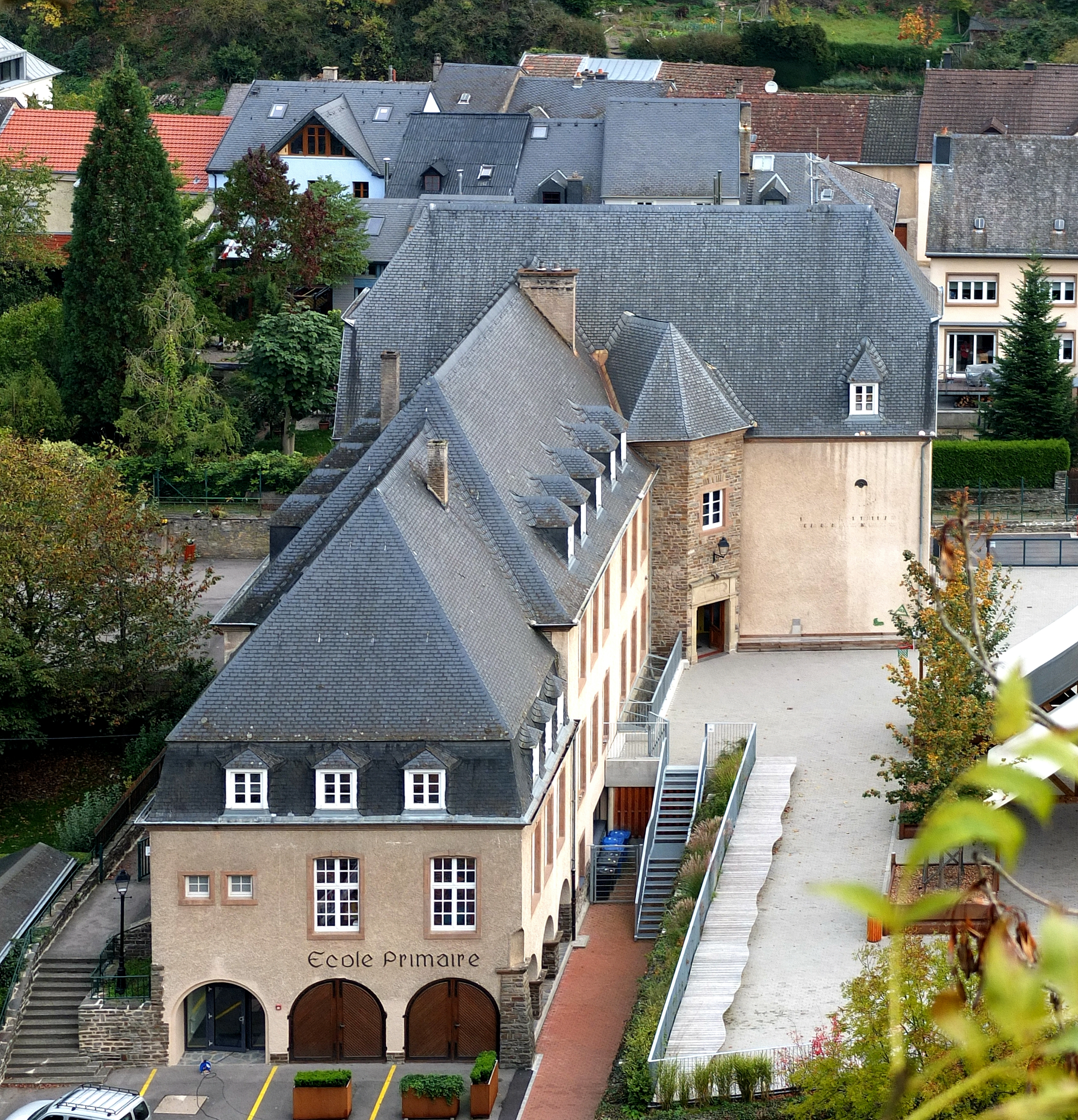
Szkoła

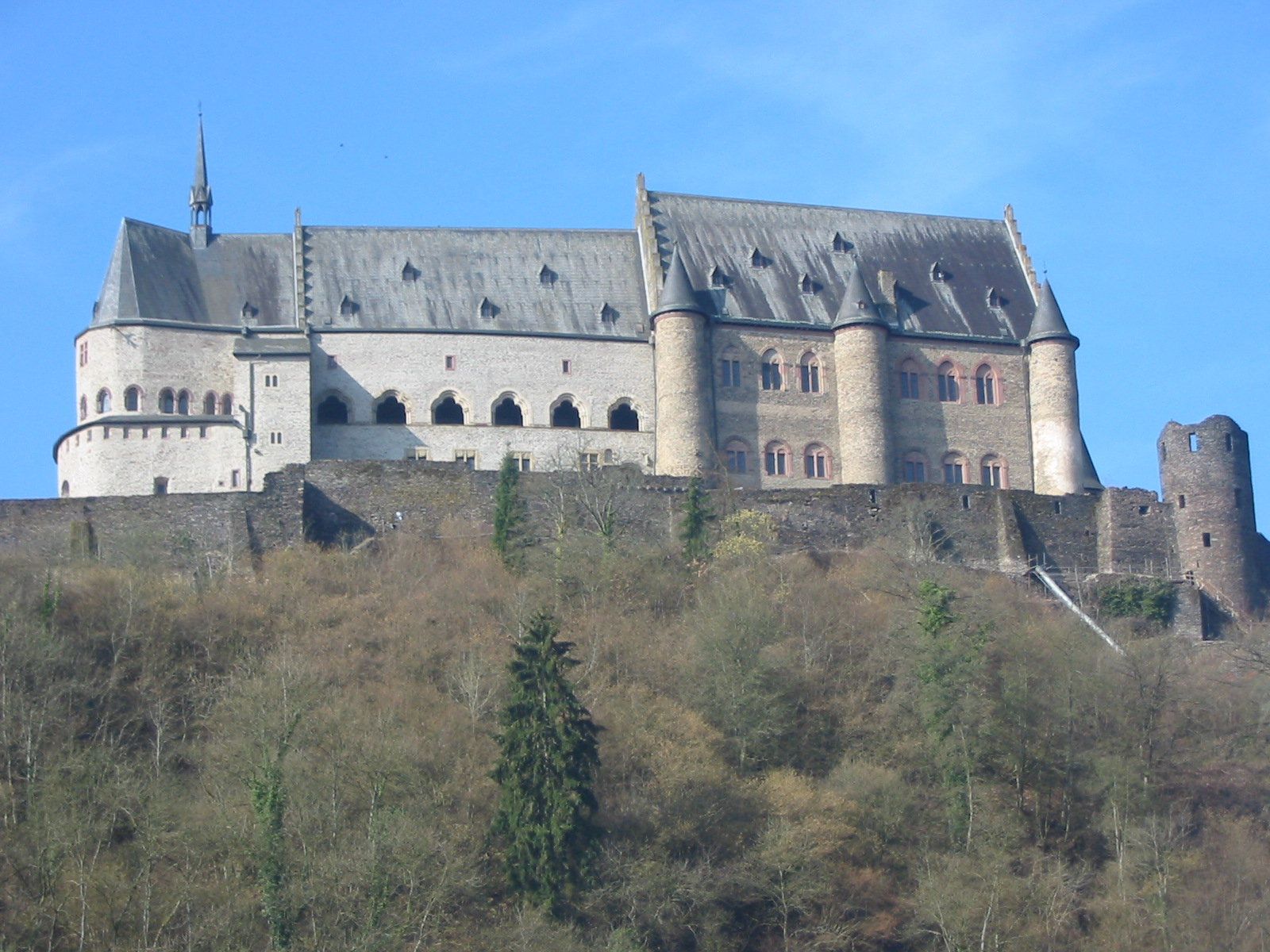
Zamek Vianden, widok z miasta
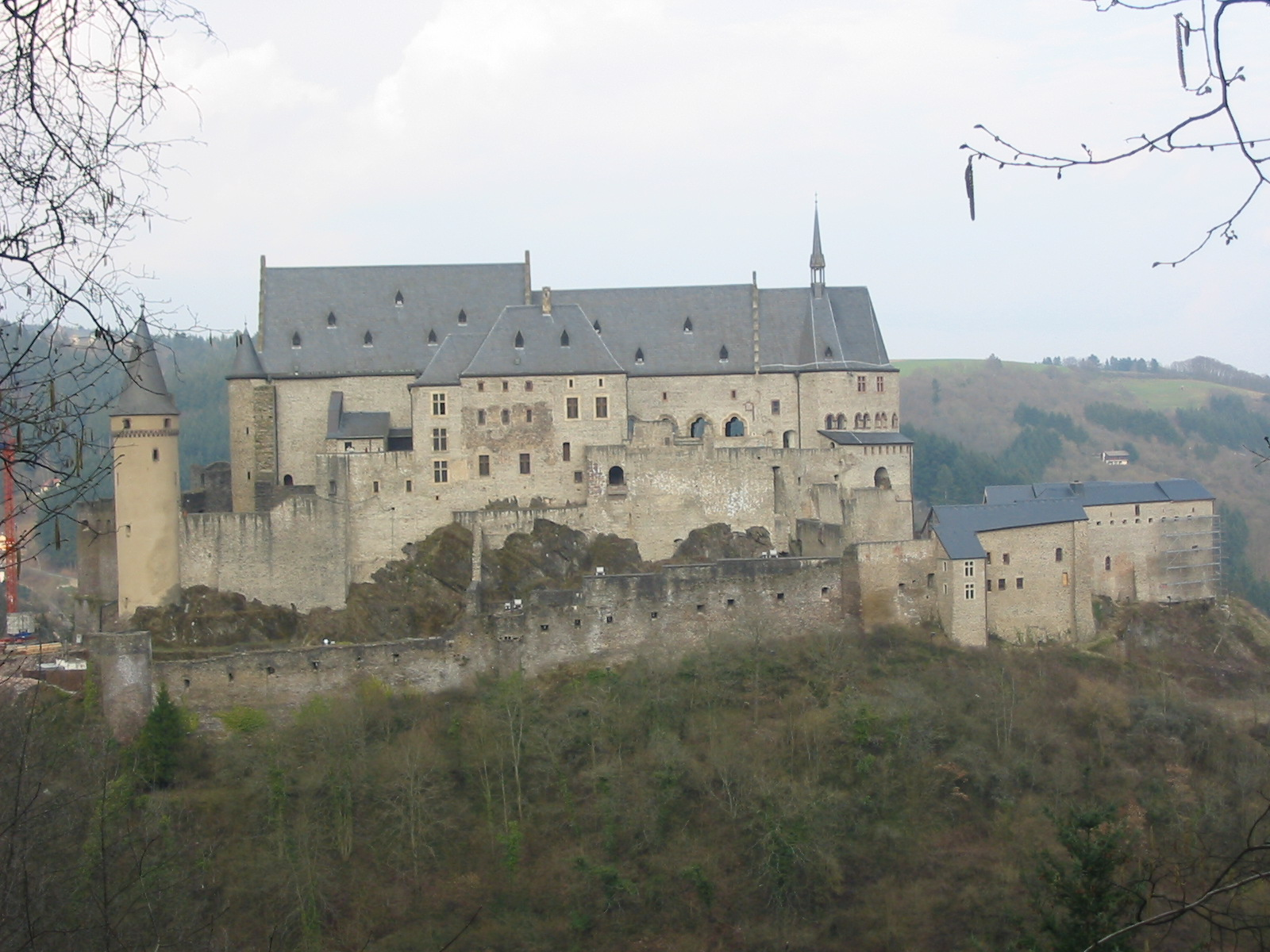
Zamek Vianden, widok z tyłu
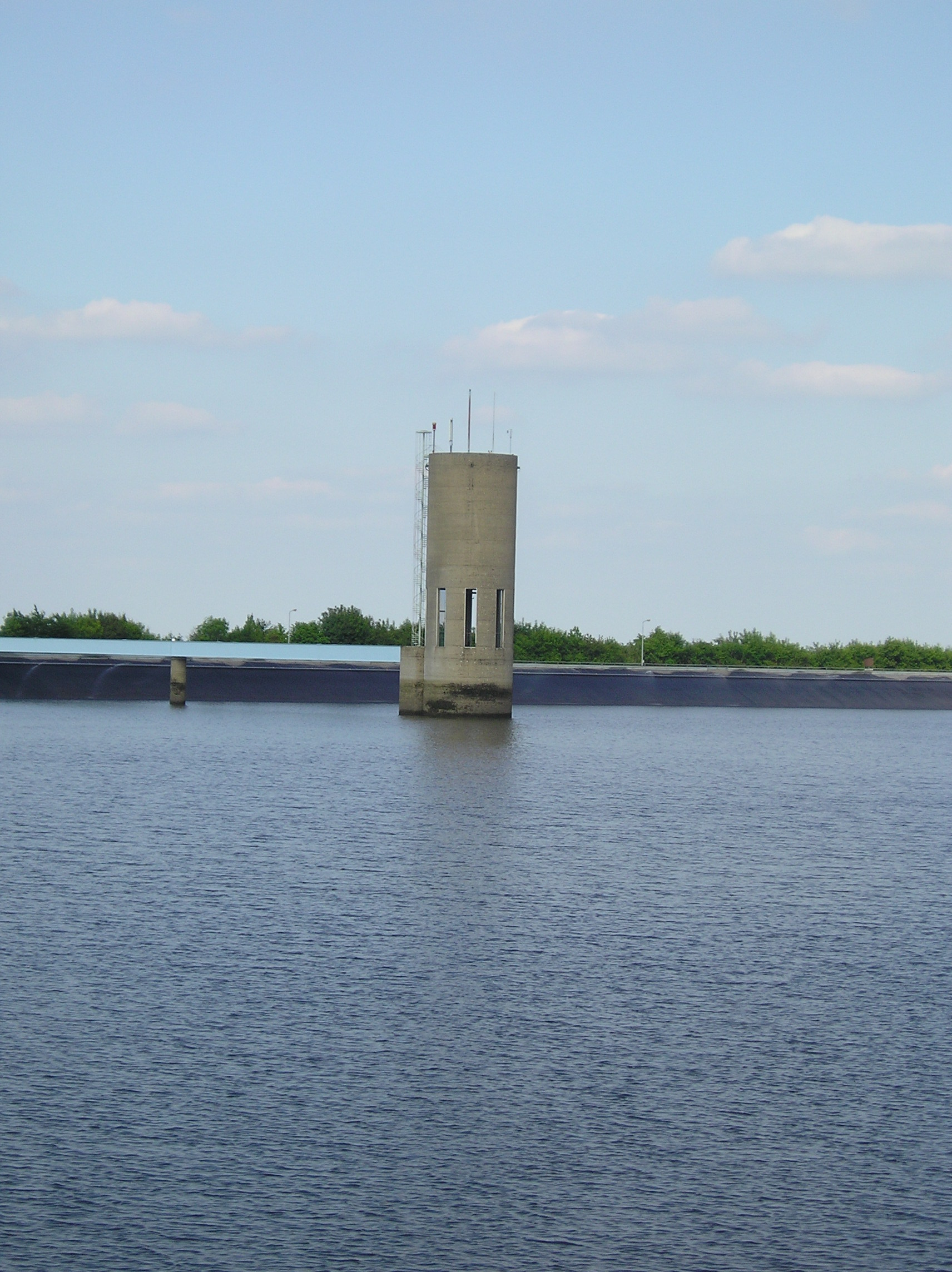
Wieża na jeziorze
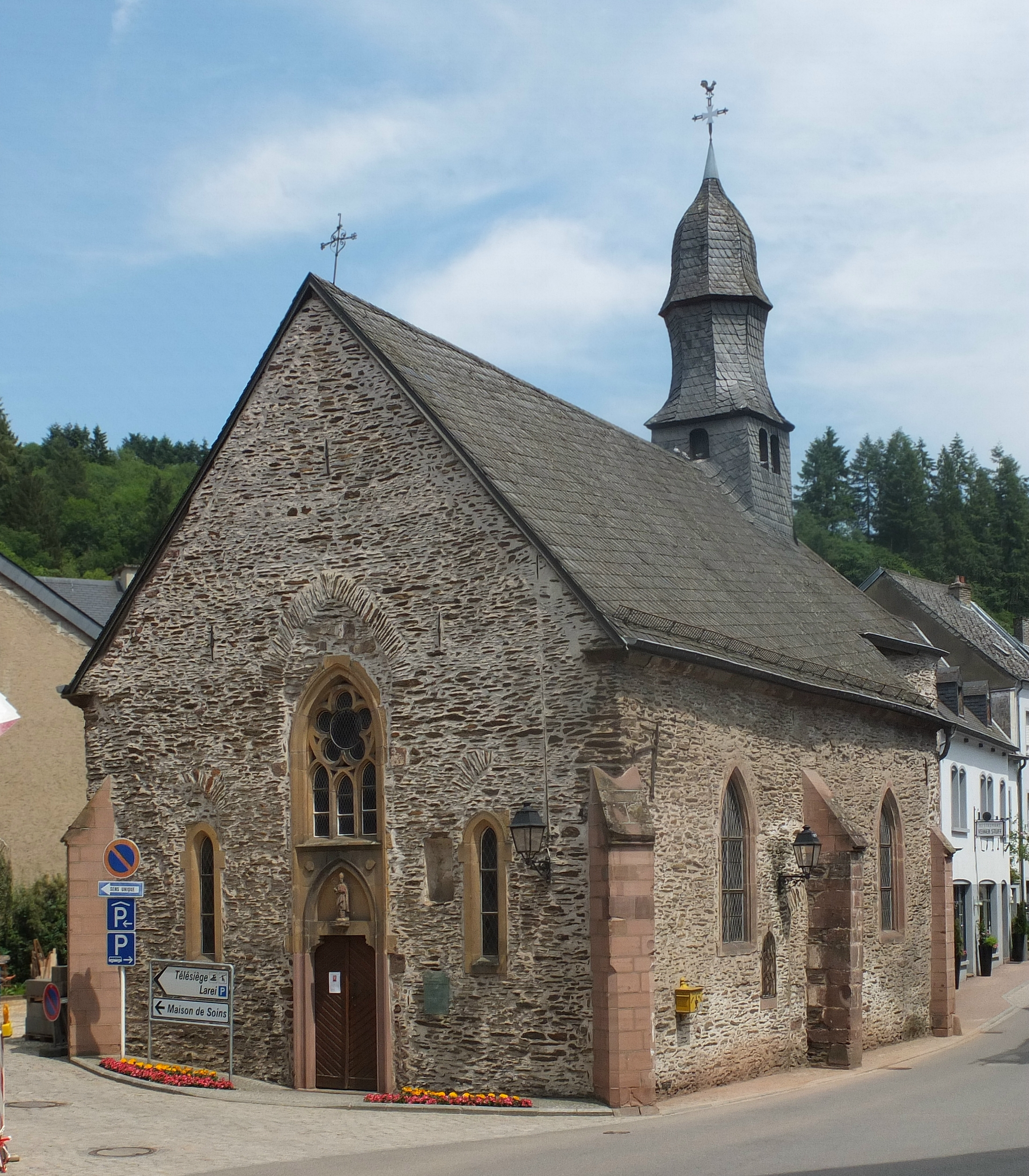
Kościół pw. św. Mikołaja (Nikloskapell)